# Victoria Pérez Escrivá
Victoria Pérez Escrivá (Valencia, 18 de marzo de 1964) es una autora de literatura infantil y juvenil, ilustradora y guionista de televisión, española. Ha sido galardonada con premios nacionales como el Premio Kiriko e internacionales como el Premio francés Les incorruptibles o la distinción de la Organización Internacional para el Libro Juvenil.

## Biografía
En 1982 cambió su residencia a Madrid para iniciar estudios de Audiovisual, pero finalmente se licenció en Pedagogía musical en el Real Conservatorio de Música de Madrid. Durante veinte años, fue profesora de música y piano.
También cursó estudios de análisis y creación literaria en el Taller de Escritura de Madrid, con el autor Ángel Zapata. Escribió guiones de series de televisión como Los simuladores o SMS. Posteriormente, comenzó a escribir e ilustrar obras infantiles y juveniles que fueron publicadas por conocidas editoriales españolas como Espasa-Calpe, Grupo SM, Grupo Anaya, SPR MSH, Editorial Edelvives, Thule Ediciones, la revista Cuadernos de literatura infantil y juvenil o la organización de ACNUR en Ginebra.

## Reconocimientos
Obtuvo su primer reconocimiento en 1998, cuando la sede de ACNUR en Ginebra le otorgó un premio por el diseño e ilustración del calendario y las tarjetas navideñas de felicitación de ese año. Ya en 2002, recibió una Mención Especial en la Lista The White Ravens al mejor libro escrito e ilustrado por Antes, cuando Venecia no existía, obra que al año siguiente quedó finalista del Premio Nacional de Literatura Juvenil. Posteriormente, en 2004, ¡Ay! logró el Primer Premio en el IV Certamen Internacional de Álbum Infantil Ilustrado Ciudad de Alicante. En 2005, quedó finalista del premio El Barco de Vapor, convocado por Ediciones SM con la obra Mi madre cabe en un dedal.
Fue en 2006 cuando la Lista The White Ravens volvió a reconocer su obra con una Mención Especial, en esta ocasión por el libro 6 colores: tres cuentos. Cuatro años después, en 2010, Pérez volvió a ganar un primer premio, esta vez en el XXIX Concurso de Narrativa Infantil Vila d’Ibi, con la obra Cuando mi hermano se subió a un armario. Su obra Cierra los ojos fue galardonada con el Premio francés Les incorruptibles de la temporada 2010-2011 y también consiguió la distinción IBBY 2013 para niños con dificultades especiales.
Los libreros españoles de la Feria del Libro de Madrid, en 2014, le concedieron el Premio Kiriko a su libro Por qué nos preguntamos cosas.